# Eunice Castro
Eunice Castro Casaravilla (sinh ngày 6 tháng 1 năm 1976 tại Montevideo)  là người mẫu thời trang và người mẫu sàn diễn catwalk, vũ công sân khấu chuyên nghiệp, nữ tiếp viên truyền hình và nữ diễn viên sân khấu và màn ảnh người Uruguay.

## Sự nghiệp
Castro được biết đến với công việc của mình ở Uruguay và Argentina.
Sinh ra ở Montevideo, Uruguay, cô học múa ba lê tại Trường Múa Quốc gia ở Uruguay và bắt đầu làm người mẫu thời trang cao cấp, đứng đầu các tạp chí lớn như Gente, Sábado Show, trong số những người khác và là người mẫu cho Pepsi. Được công ty Elite ở Madrid để mắt, cô đã trình diễn trên sàn catwalk ở Paris. Năm 2002, cô là đồng MC với tạp chí Tveo to Uruguay của Tạp chí Sergio Puglia cho Kênh 5. Từ năm 2005 đến 2008, cô là chủ nhân của tạp chí "Wide Awake" được phát hành tại Kênh 12 ở Montevideo.
Castro đã tham gia Dancing for a Dream Argentina 2008, bị loại ở vị trí thứ 7 trong cuộc thi, là thí sinh đi xa nhất của Uruguay để lọt vào trận chung kết trong cuộc thi này và trong El Musical de tus Sueños / The Musical of your Dreams cũng của Argentina. Cô đã là người dẫn chương trình cùng với Maxi De la Cruz cho hai chương trình của Uruguay: "Sự phân vai của TV" năm 2009 và "Phút để chiến thắng" vào năm 2010, cả hai trên Kênh 12. Năm 2011, Eunice đã dẫn chương trình cho chương trình chu kỳ giải trí mùa hè "Minuto para Ganar" trong Kênh 12, một định dạng quốc tế được điều chỉnh phù hợp cho Uruguay và các nước Mỹ Latinh khác.